# Santuari de la Mare de Déu de Consolació (Sant Joan)
El Santuari de la Mare de Déu de Consolació, o Santuari de Consolació, és un edifici religiós situat en un pujol accessible per una llarga i ampla escala d'empedrat al terme de Sant Joan. L'escalinata condueix a una esplanada on es troba un gran terrat sobre una cisterna, adornat amb dos rellotges de sol. Al costat del terrat es troba la casa coneguda com a Cas Donat.

## Història

### Orígens i fundació
Després de la conquesta catalana de Mallorca el 1229, es va repartir el territori entre els senyors feudals que van acompanyar Jaume I. Les terres on més tard s'aixecaria Sant Joan estaven agrupades amb Sineu i Lloret de Vistalegre. En la divisió parroquial realitzada pel prebost de Tarragona, Ferrer de Pallarès, entre 1235 i 1236, tot aquest territori va quedar sota la parròquia de Santa Maria de Sineu.
Els nous habitants de les alqueries i rafals disseminats per la contrada havien d'anar fins a Sineu per rebre els serveis religiosos. Per aquest motiu, es va construir la Capella de Sant Joan de Sineu, filial de la parròquia esmentada, en una data desconeguda però anterior a 1249. La seva construcció es va prolongar almenys fins a 1284, i l'edifici era similar a altres esglésies de la repoblament de l'època.

### Independència parroquial i trasllat
El 1298, després del retorn de l'exili de Jaume II de Mallorca i del bisbe Ponç de Jardí, es va signar l'edicte d'erecció de la parròquia de Sant Joan Baptista, que esdevenia independent de Sineu. L'any 1300, amb l'aplicació de les Ordinacions, es va fundar la vila de Sant Joan en l'emplaçament actual, allunyat del santuari. El creixement demogràfic i la dificultat de pujar al pujol van motivar que, el 1416, es demanés almoina per construir una nova església dins la població. Les obres es van allargar fins a mitjan segle xvi, moment en què els serveis religiosos es van traslladar a les noves instal·lacions, deixant el santuari en un segon pla.

### Restauració i canvi de nom
Després del trasllat, el santuari va ser conegut com "l'església vella" en els documents de l'època. A mitjan segle xviii, l'edifici va ser completament restaurat, es va començar a venerar la Mare de Déu i va passar a anomenar-se Santuari de Consolació. La imatge de la Mare de Déu que es venera actualment és una talla de mitjan segle xvi, i s'estima que va arribar al santuari a inicis de 1572 o poc abans.
Entre 1742 i 1783, el santuari va guanyar popularitat gràcies a la celebració d'un jubileu, una gràcia papal que concedia indulgències als visitants en un dia determinat. Per poder optar a aquesta gràcia, es van emprendre les reformes necessàries, ja que l'estat de conservació de l'edifici era molt deficient. El papa Benet XIV va atorgar el jubileu, i el 19 d'agost de 1742 es va celebrar el primer.

### Festivitats modernes
Des del 24 de juny de 1983, l'associació de pares d'alumnes del col·legi públic de Sant Joan organitza anualment la "Festa del Sol que Balla" al santuari, coincidint amb la diada del patró Sant Joan Baptista.

## Església
La clastra del santuari té un portal rodó que es creu que pertany al primer oratori construït al segle xiii, i que dona accés a l'església. L'edifici va ser renovat entre els anys 1755 i 1780, adaptant-se als estils arquitectònics de l'època, i va ser restaurat de nou entre 1959 i 1966 sota la direcció de l'arquitecte Josep d'Oleza i Frates. Durant aquesta restauració es va modificar la façana occidental, afegint-hi un pòrtic, un portal rodó i una claraboia amb vidrieres policromades. A la part posterior de la clastra s'alça un campanar de paret.
La nau de l'església compta amb una volta de canó sostinguda per arcs de mig punt. L'absis quadrangular, decorat amb una petxina, s'obre al cambril a través d'un arc central i dos laterals que permeten accedir a les escales. El cambril, que té un sostre enteixinat, està il·luminat per una cúpula i sis finestres. La imatge de la Mare de Déu, datada a mitjan segle xvi i documentada el 1572, va ser restaurada el 1917 i ocupa la fornícula d'un retaule arranjat per l'escultor Tomàs Vila, utilitzant fragments de retaules antics.
Quatre arcs adossats a les parets laterals formen capelles poc profundes dedicades a: Sant Pere, amb una taula procedent del convent de Sant Domènec de Ciutat; Sant Crist del Davallament; Sant Domènec Soriano; Sant Onofre, amb una imatge i retaule; Sant Marçal i Sant Llorenç; la Mare de Déu del Remei; i Sant Tomàs d'Aquino.

## Entorn
Cas Donat és la casa contigua a l'església que va servir com a rectoria del poble mentre aquesta fou l'església parroquial. Posteriorment, va acollir una escola de primeres lletres. Més tard, es va convertir en la residència del donat (un religiós no profés, dedicat al servei del santuari) i la seva família. Tot i que aquesta figura ha desaparegut, el nom de la casa s'ha mantingut. L'edifici és una construcció senzilla d'estil gòtic tardà, però les diverses modificacions al llarg dels anys han fet que es conservi poc del seu aspecte original. Durant la restauració del santuari entre 1956 i 1966, es va aprofitar per obrir un accés a la sagristia, renovar la façana i construir la porxada que es veu avui en dia.
Està documentada una donació l'any 1620 per a la construcció d'un pou, que acabà convertint-se en una cisterna coberta, amb una doble escalinata de pedra ja present l'any 1672. Fou durant la festa del Quart Diumenge de 1986 que es van inaugurar els dos rellotges de sol del santuari, situats sobre el mur del terrat.
Entre el segle xvii i el segle xviii, els pelegrinatges al santuari per part dels habitants de la comarca eren freqüents, fet que va motivar la construcció d'una petita hostatgeria perquè els fidels poguessin passar-hi la nit. Les obres van començar al voltant de 1715, i Jeroni de Berard documenta que aquestes instal·lacions ja estaven en funcionament el 1784. Amb el temps, l'edifici es va anar deteriorant i va requerir una restauració al segle xx.
Al llarg del camí que puja al pujol, es poden veure uns Misteris del Rosari realitzats en ceràmica durant el segle xviii, que acompanyen els visitants fins al santuari.